# ジャック＝ジュリアン・ラビヤルディエール

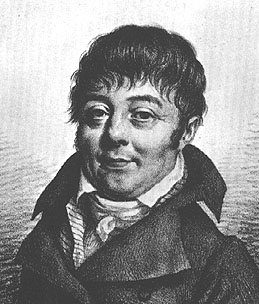
ラビヤルディエール

ジャック＝ジュリアン・ラビヤルディエール（Jacques-Julien Houtou de La Billardière、1755年10月28日 - 1834年1月8日）はフランスの博物学者である。オーストラリアの植物の収集などによって知られる。

## 生涯
アランソンで商人の息子に生まれた。家系の姓はもともとHoutouであったが、祖父が貴族風に、住んでいる地名のラビヤルディエールを姓につけた。後年、ラビヤルディエールは自らの姓からもとのHoutouをおとして、ラビヤルディエールの姓で著書などを発表した。1772年ころモンペリエ大学に入学し医学を学ぶが卒業せずにランスの大学に移り、1779年に卒業した。その後パリに出て、多くの時間を王立植物園で過ごし、博物学に興味を持ち、有力者で植物学者のルイ・ギョーム・ルモニエのもとで、植物収集の仕事をすることになった。
1783年にイギリスに送られ、2年を過ごし、イギリスで栽培されている珍しい植物について学んだ。その間にジョゼフ・バンクスやジェームズ・エドワード・スミスらの植物学者と親しくなった。フランスに戻った後フランス内のアルプス地方で採集旅行を行った。近東の植物研究のための旅行を計画し、ルモニエらの援助で、1786年11月にパリを出発し、マルセイユから海路でキプロスを経て、シリアのラタキアに上陸した。ラタキアから沿岸に沿って南下し、レバノンなどを調査した。1888年にもクレタ島やコルシカ島などを訪れた。この2度の調査で1000あまりの標本を収集し、その一部は後にラビヤルディエールの著書『シリアの希少植物図』（"Icones plantarum Syriae rariorum"）のなかで発表された。
1791年に南太平洋で行方不明となったラ・ペルーズ伯ジャン＝フランソワ・ド・ガローの探検隊を捜索するために派遣されたアントワーヌ・ブリュニー・ダントルカストーの船に乗船する博物学者に任命された。ダントルカストーはラ・ペルーズを発見することはできなかったが、彼の船は南西オーストラリア、タスマニア、ニュージーランド、インドネシアに寄航した。ラビヤルディエールはクロード・リシェ（Claude Riche）、エティエンヌ・ピエール・ヴァントナらと園芸家のデライエ（Félix Delahaye）の助けを受けて、動物や植物や地学の標本を集め、現地人の風習や言葉を調べた。探検中にフランス革命が起こり、ジャワに戻った時に、収集した標本はイギリスに戦利品として奪われることになったがラビヤルディエールはジョゼフ・バンクスらに働きかけ、標本の返還を受けることに成功した。1796年にフランスに戻り、航海の記録、"Relation du Voyage à la Recherche de la Pérouse"を執筆し、フランス科学アカデミーの会員に選ばれた。1804年から1807年の間にオーストラリアの植物に関する"Novae Hollandiae Plantarum Specimen"を出版した。1816年にスウェーデン科学アカデミーの外国人会員に選ばれた。ラビヤルディエールの集めた標本は現在はフィレンツェの博物館（Museo di Botanica at the Museo di Storia Naturale di Firenze）に保管されている。
ジェームズ・エドワード・スミスによってオーストラリアのトベラ科植物 Billardiera に献名されたほか、多くの植物にラビヤルディエールの名がつけられている。

## 主著
- Icones plantarum Syriae rariorum (Paris 1791-1812)
- Novae Hollandiae plantarum specimen (Paris 1804-1806)
- Relation du voyage à la recherche de La Pérouse etc. (Paris 1800, 2 Bände mit Atlas) (Band 1: Volltext; Band 2: Volltext in der Google Buchsuche) (Campe, Hamburg 1802)
- Sertum Austro-Caledonicum (Paris 1824-25)